# Haplostoma dudleyae
Haplostoma dudleyae är en kräftdjursart som beskrevs av Shigeko Ooishi 1998. Haplostoma dudleyae ingår i släktet Haplostoma och familjen Ascidicolidae. Inga underarter finns listade i Catalogue of Life.